# パレード (BUMP OF CHICKENの曲)
「パレード」は、BUMP OF CHICKENの5作目の配信限定シングル。前作「ファイター」配信の翌日となる2014年11月29日から配信された。

## 収録曲
1. パレード
  - 作詞・作曲:藤原基央　編曲:BUMP OF CHICKEN

映画『寄生獣』主題歌。
打ち込みが多く、ボーカルにAutoTuneがかけられている。そのためバンドサウンドとは遠い雰囲気の楽曲ではあるが、メンバーは「バンドにしかできない裏技が満載の曲」と語っている。
ライヴでこの曲を披露する際には直井は5弦ベースを使用している。
ミュージックビデオは同映画の監督である山崎貴と白組の八木竜一のタッグで製作された。VFXを駆使して映像が作られている。